# Programmieren mit der Maus
Programmieren mit der Maus ist eine Webanwendung, die vom Westdeutschen Rundfunk entwickelt wurde, dessen Idee es ist, dass Kinder schon früh das Programmieren kleinerer Geschichten und Spiele mit der Maus lernen können. Programmieren mit der Maus ist Open Source und basiert auf der Programmiersprache Scratch.

## Lernspiele und Beispiele
Auf der Website der Anwendung finden sich eine Reihe kleiner Lernspiele, anderen Hand Kinder einfach und spielerisch in Scratch eingeführt werden können. Wenn sie dann mit diesen fertig sind, können sie eigene Wege gehen und sich an den Beispielen, einigen vorprogrammierten Spielen, inspirieren lassen.

## Das Blockprinzip
Programmieren mit der Maus gehört zu den visuellen Programmiersprachen. Die Code-Bestandteile, bestehen aus farbigen Blöcken, die jeweils bestimmten Kategorien zugeordnet sind.

### Farb-Kategorien der Blöcke
Die zur Programmierung verwendeten Blöcke sind in Programmieren mit der Maus zur besseren Übersichtlichkeit in verschiedene, farblich unterschiedlich markierte Kategorien aufgeteilt:
| Bereich    | Farbe      | Programmier-Bausteine (Beispiele) |
| ---------- | ---------- | --- |
| Bewegung   | Blau       | gehe, drehe, zeige Richtung, gehe zu, gleite in Sekunden zu, setze X/Y …                                                                          |
| Aussehen   | Lila       | ziehe Kostüm an, sage " ", denke " ", ändere Effekt, ändere Größe…                                                                                |
| Klang      | Violett    | spiele Klang, spiele Schlagzeug, spiele Pause, spiele Note, setze Instrument, setze Lautstärke, setze Tempo…                                      |
| Ereignisse | Dunkelgelb | wenn Start, wenn Taste, wenn Objekt geklickt |
| Steuerung  | Braun      | warte, wiederhole, sende, wenn ich empfange, wiederhole falls " ", falls " " sonst, warte bis, wiederhole bis, stoppe Programm, stoppe alles      |
| Fühlen     | Hellblau   | Maus X, Maus Y, Maustaste gedrückt, wird " " berührt, wird Farbe berührt, Stoppuhr, Entfernung von, Wert von Objekt, Lautstärke, Wert von Sensor… |
| Operatoren | Hellgrün   | +, -, *, /, Zufallszahl von bis, <, =, >, und, oder, nicht, mod, gerundet, Funktion von…                                                          |
| Variablen  | Orange     | setze auf, ändere um, zeige, verstecke, füge zu hinzu…                                                                                            |

## Vergleich zu Scratch

### Unterschiede
Im Gegensatz zu Scratch kann man auf Programmieren mit der Maus keine Projekte veröffentlichen. Lediglich ist die private Speicherung ohne Account mithilfe von Cookies auf dem Server möglich. Man kann die Projekte allerdings auch herunterladen und anschließend wieder hochladen. In Programmieren mit der Maus gibt es zudem keine Eigenen Blöcke oder Erweiterungen. Programmieren mit der Maus ist nur auf Deutsch verfügbar.

### Kompatibilität
SB3-Dateien, die mit Programmieren mit der Maus geschrieben wurden, lassen sich auch mit Scratch problemlos hochladen. Umgekehrt lädt die Datei allerdings bei einigen Scratch-Erweiterungen nicht. Eigene Blöcke lassen sich öffnen.